# Ruine Bertholdstein
Die Ruine Bertholdstein ist die Ruine einer Höhenburg bei Hollenburg, einem Stadtteil von Krems an der Donau in Niederösterreich.
Der Bischof von Freising setzte im 12. Jahrhundert die Einrichtung einer eigenen Pfarrei in Hollenburg durch, sein Nachfolger ließ westlich des Dorfes im 13. Jahrhundert eine Burg anlegen. Unter dem 1381 bis 1410 amtierenden Bischof Berthold von Wehingen wurde diese noch weiter ausgebaut; seit dieser Zeit ist die Burg unter dem Namen Bertholdstein bekannt. Durch Kriegshandlungen kam es im Laufe der Jahrhunderte immer wieder zu Zerstörungen, nach dem Durchzug von Schweden, 1645/46 und Türken 1683 brach in dieser Region auch eine Pestepidemie aus. Die Festungsanlage selbst wurde 1698 durch ein Feuer weitgehend zerstört und verfiel danach zur Ruine. 
Im Zuge der Säkularisation 1805 wurde der Freisinger Besitz in Österreich vom kaiserlichen Kameralfonds eingezogen, 1811 an den Meistbietenden versteigert und geriet damit in den Besitz des Bankiers und späteren Freiherrn Johann Jakob von Geymüller. Die Ruine zählt bis heute zum Familienbesitz.
Unterhalb des ehemaligen nördlichen Vorwerks wurden 1981 die Überreste eines spätrömischen burgus freigelegt.